# Christian Cruz
Christian Geovanny Cruz Tapia (ur. 1 sierpnia 1992 w Guayaquil) – ekwadorski piłkarz występujący na pozycji lewego obrońcy, reprezentant Ekwadoru, od 2023 roku zawodnik Emelecu.

## Kariera klubowa
Cruz pochodzi z miasta Guayaquil i jest wychowankiem akademii juniorskiej tamtejszego klubu Barcelona SC. Do pierwszej drużyny tego krajowego potentata został włączony  przez szkoleniowca Juana Manuela Llopa, w ekwadorskiej Serie A debiutując dzień przed swoimi osiemnastymi urodzinami, 31 lipca 2010 w wygranym 2:0 spotkaniu z Olmedo. Szybko udowodnił swój spory potencjał i początkowo notował regularne występy, lecz po upływie kilku miesięcy został relegowany do roli rezerwowego, na dłuższą metę nie potrafiąc wygrać rywalizacji o miejsce na lewej obronie z Geovannym Nazareno i Rooseveltem Oyolą. W sezonie 2012 zdobył z ekipą prowadzoną przez Gustavo Costasa mistrzostwo Ekwadoru, jednak przeważnie pozostawał alternatywnym zawodnikiem. Ogółem w barwach Barcelony spędził trzy lata, mimo obiecującego początku stopniowo tracąc miejsce w składzie (przez ostatnie pół roku nie zanotował oficjalnego żadnego występu).
W lipcu 2013 Cruz przeszedł do innej, niżej notowanej ekipy z Guayaquil – drugoligowego CD River Ecuador. Tam z kolei od razu wywalczył sobie niepodważalną pozycję w formacji obronnej i półtora roku później – na koniec sezonu 2014 – zdobył z River historyczny, pierwszy w dziejach klubu awans do najwyższej klasy rozgrywkowej. Premierowego gola w lidze ekwadorskiej strzelił 8 lutego 2015 w zremisowanej 1:1 konfrontacji ze swoim byłym zespołem – Barceloną.

## Kariera reprezentacyjna
W lipcu 2011 Cruz został powołany przez Sixto Vizuete do reprezentacji Ekwadoru U-20 na Mistrzostwa Świata U-20 w Kolumbii. Tam pełnił jednak wyłącznie rolę alternatywnego lewego obrońcy, nie potrafiąc wygrać rywalizacji z Mario Pineidą i rozegrał tylko jedno z czterech możliwych spotkań (w dodatku po wejściu z ławki). Jego drużyna odpadła natomiast z młodzieżowego mundialu w 1/8 finału, ulegając Francji (0:1).
W październiku 2011 Cruz znalazł się w ogłoszonym przez Vizuete składzie reprezentacji Ekwadoru U-23 na Igrzyska Panamerykańskie w Guadalajarze. Na meksykańskich boiskach ani razu nie pojawił się jednak na boisku, zaś jego kadra odpadła z męskiego turnieju piłkarskiego już w fazie grupowej, po zajęciu w niej ostatniego miejsca.
Pierwsze powołanie do seniorskiej reprezentacji Ekwadoru Cruz otrzymał od selekcjonera Gustavo Quinterosa, w lutym 2017 na towarzyski mecz z Hondurasem (3:1), nie zdołał jednak wówczas pojawić się na placu gry. W kadrze narodowej zadebiutował dopiero pięć miesięcy później, 26 lipca 2017 w wygranym 3:1 sparingu z Trynidadem i Tobago.